# Cylindrowiec koralowy
Cylindrowiec koralowy (Anilius scytale) – gatunek węża z rodziny cylindrowcowatych (Aniliidae), której jest jedynym przedstawicielem.

## Podgatunki
Wyróżnia się dwa podgatunki cylindrowca koralowego:
- A. scytale phelpsorum Roze, 1958
- A. scytale scytale (Linnaeus, 1758)

## Zasięg występowania
Występuje w północnej części Ameryki Południowej.

## Budowa ciała
Osiąga 85 cm długości. Ciało zwarte, walcowate głowa słabo wyodrębniona od tułowia, ogon dość krótki i gruby, tępo zakończony. Łuski niewielkie, gładkie o okrągłym kształcie. Oczy bardzo małe, pokryte okularami, o okrągłych źrenicach. 
Podobnie jak węże z rodziny dusicielowatych, cylindrowiec posiada szczątki pasa miednicowego oraz kończyn tylnych widocznych na zewnątrz ciała w postaci tzw. pazurów odbytowych po obu stronach kloaki. 
Ubarwienie ciała jaskrawoczerwone z czarnymi, szerokimi, poprzecznymi pierścieniami ułożonymi w regularnych odstępach wzdłuż całego ciała.

## Biologia i ekologia
Żyje w wilgotnych lasach tropikalnych. Prowadzi podziemny tryb życia ryjąc korytarze.
Żywi się płazami beznogimi, małymi jaszczurkami i wężami.
Jest gatunkiem jajożyworodnym.